# قضیه امی نوتر

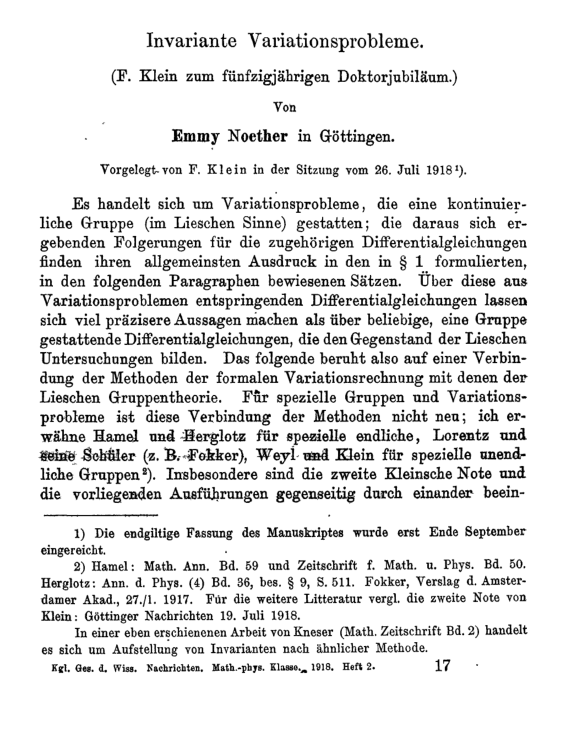
صفحه اول مقاله امی نوتر که در مقاله اثبات آن وجود دارد.

قضیه نوتر یا قضیه اول نوتر بیان می‌کند که به ازای هر تقارن در سیستم (تابع متقارن مشتق پذیر) یک کمیت فیزیکی وجود دارد که ناوردا است. این قضیه توسط ریاضیدان آلمانی امی نوتر در سال ۱۹۱۵ اثبات و در سال ۱۹۱۸ منشر شد.
طبق این نظریه هر کنش در سامانه فیزیکی، انتگرال نسبت به زمان در یک تابع لاگرانژی می‌باشد، که با توجه به این قضیه می‌توان رفتار یک سامانه فیزیک را با توجه به اصل کمترین کنش تعیین کرد. این قضیه فقط در مورد سامانه‌های متقارن مداوم و هموار از فضای فیزیکی صدق می کند.
قضیه نوتر در فیزیک نظری و حساب تغییرات کاربرد دارد. تعمیم روابط‌ ثابت در حرکت در مکانیک لاگرانژی و همیلتونی (که به ترتیب در سال ۱۷۸۸ و ۱۸۳۳ توسعه یافته‌اند)، برای سامانه‌هایی که فقط با مکانیک لاگرانژی مدلسازی می‌شوند، کاربرد ندارد. برای مثال برگشت‌ناپذیری (در ترمودینامیک) در یک سامانه با تقارن مداوم نیاز به تطابق با اصل پایستگی انرژی ندارد.
قضیه اول نوتر بیان می‌کند که هر تقارن ظاهری در حالات متفاوت با توجه به اصل پایستگی انرژی به کنش می‌پردازد. برای مثال اگر دو گلوله یا هر چیز مشابه آن که روی یک میز با ارتفاع معین نسبت به زمین قرار دارد، به سمت یکدیگر پرتاب شوند همان شرایطی را دارند که روی زمین نسبت به هم پرتاب شوند، بنابراین مکان تغییری ایجاد نمی‌کند و کمیت پایسته در این مثال تکانه می‌باشد.